# Cremastobaeus nerion
Cremastobaeus nerion är en stekelart som beskrevs av Mikhail Vasilievich Kozlov och Lê 1986. Cremastobaeus nerion ingår i släktet Cremastobaeus och familjen Scelionidae. Inga underarter finns listade i Catalogue of Life.